# Record de France du 200 mètres
Pour un article plus général, voir Records de France d'athlétisme.
Les records de France seniors du 200 mètres sur piste extérieure sont actuellement détenus par Christophe Lemaitre avec le temps de 19 s 80 établi le 3 septembre 2011 à Daegu, en finale des championnats du monde, et par Marie-José Pérec, créditée de 21 s 99 le 2 juillet 1993 à Villeneuve-d'Ascq.

## Historique
Le 10 juillet 2010, lors des championnats de France « élite » de Valence, Christophe Lemaitre égale le record de France de Gilles Quénéhervé qui avait couru 20 s 16 en 1987. Le 3 septembre 2011, Christophe Lemaitre devient le premier athlète français à descendre sous les vingt secondes sur 200 m en signant le temps de 19 s 80 en finale des championnats du monde, à Daegu en Corée du Sud.

## Chronologie du record de France

### Hommes
| Temps   | Athlète             | Date              | Lieu          |
| ------- | ------------------- | ----------------- | ------------- |
| 26 s 6  | Henri Fabre         | 27 novembre 1892  | Paris         |
| 24 s 8  | Edouard Créteaux    | 30 avril 1895     | Paris         |
| 24 s 4  | Henri Tauzin        | 30 mai 1897       | Paris         |
| 23 s 6  | Thibuld Hamond      | 1er novembre 1901 | Paris         |
| 23 s 2  | Henri Tissier       | 23 octobre 1904   | Paris         |
| 23 s 0  | J. Perrier          | 22 septembre 1907 | Saint-Cloud   |
| 22 s 8  | Pierre Failliot     | 5 juillet 1908    | Saint-Cloud   |
| 22 s 6  | André Gauthier      | 27 mai 1912       | Colombes      |
| 22 s 6  | Raoul Parenteau     | 21 juin 1914      | Colombes      |
| 22 s 4  | Jean-René Seurin    | 6 juillet 1919    | Colombes      |
| 22 s 2  | Jean-René Seurin    | 18 mai 1920       | Colombes      |
| 22 s 2  | René Tirard         | 28 août 1920      | Colombes      |
| 22 s 2  | André Mourlon       | 1er juillet 1923  | Paris         |
| 22 s 2  | André Cerbonney     | 8 septembre 1923  | Paris         |
| 22 s 2  | Maurice Degrelle    | 2 juin 1924       | Paris         |
| 22 s 0  | André Mourlon       | 22 juin 1924      | Colombes      |
| 22 s 0  | Maurice Degrelle    | 22 juin 1924      | Colombes      |
| 21 s 6  | André Mourlon       | 22 juin 1924      | Colombes      |
| 21 s 6  | Étienne Bally       | 13 juillet 1947   | Colombes      |
| 21 s 6  | René Valmy          | 16 août 1948      | Colombes      |
| 21 s 3  | Étienne Bally       | 2 octobre 1949    | Colombes      |
| 21 s 3  | Jocelyn Delecour    | 25 mai 1958       | Sofia         |
| 21 s 0  | Jocelyn Delecour    | 15 juin 1959      | Varsovie      |
| 20 s 9  | Jocelyn Delecour    | 26 juillet 1958   | Colombes      |
| 20 s 8  | Abdoulaye Seye      | 23 août 1959      | Belgrade      |
| 20 s 7  | Abdoulaye Seye      | 21 juin 1960      | Zurich        |
| 20 s 7  | Abdoulaye Seye      | 3 juillet 1960    | Paris         |
| 20 s 7  | Abdoulaye Seye      | 3 septembre 1960  | Rome          |
| 20 s 7  | Jocelyn Delecour    | 2 juillet 1963    | Zurich        |
| 20 s 7  | Roger Bambuck       | 26 septembre 1964 | Fontainebleau |
| 20 s 5  | Claude Piquemal     | 11 juin 1965      | Paris         |
| 20 s 4  | Roger Bambuck       | 30 juillet 1967   | Paris         |
| 20 s 4  | Roger Bambuck       | 13 juin 1968      | Paris         |
| 20 s 47 | Roger Bambuck       | 16 octobre 1968   | Mexico        |
| 20 s 4  | Roger Bambuck       | 16 octobre 1968   | Mexico        |
| 20 s 38 | Pascal Barré        | 1er juillet 1979  | Genève        |
| 20 s 36 | Gilles Quénéhervé   | 9 juillet 1987    | Caorle        |
| 20 s 31 | Gilles Quénéhervé   | 3 septembre 1987  | Rome          |
| 20 s 16 | Gilles Quénéhervé   | 3 septembre 1987  | Rome          |
| 20 s 16 | Christophe Lemaitre | 10 juillet 2010   | Valence       |
| 19 s 80 | Christophe Lemaitre | 3 septembre 2011  | Daegu         |

### Femmes
| Temps   | Athlète                   | Date              | Lieu              |
| ------- | ------------------------- | ----------------- | ----------------- |
| 28 s 6  | Paulette de Croze         | 20 août 1922      | Paris             |
| 28 s 0  | Lucie Prost               | 10 mai 1923       | Brno              |
| 26 s 4  | Marguerite Radideau       | 14 septembre 1924 | Paris             |
| 26 s 4  | Marguerite Radideau       | 2 juillet 1926    | Prague            |
| 26 s 2  | Marguerite Radideau       | 3 octobre 1926    | Paris             |
| 25 s 8  | Marguerite Perrou         | 1er août 1937     | Schaerbeek        |
| 25 s 8  | Léa Caurla                | 14 juillet 1946   | Bordeaux          |
| 25 s 2  | Léa Caurla                | 24 août 1946      | Oslo              |
| 24 s 9  | Léa Caurla                | 7 septembre 1947  | Colombes          |
| 24 s 9  | Micheline Julitte-Fluchot | 29 novembre 1956  | Melbourne         |
| 24 s 9  | Simone Henry              | 27 juillet 1958   | Colombes          |
| 24 s 8  | Micheline Julitte-Fluchot | 7 août 1958       | Poitiers          |
| 24 s 8  | Simone Henry              | 13 septembre 1958 | Colombes          |
| 24 s 7  | Simone Henry              | 9 août 1959       | Verdun            |
| 24 s 0  | Catherine Capdevielle     | 12 juin 1960      | Dole              |
| 23 s 7  | Catherine Capdevielle     | 26 juin 1960      | Copenhague        |
| 23 s 7  | Gabrielle Meyer           | 17 octobre 1967   | Mexico            |
| 23 s 6  | Sylviane Telliez          | 21 juillet 1968   | Geretsried        |
| 23 s 3  | Nicole Montandon          | 17 octobre 1968   | Mexico            |
| 23 s 3  | Nicole Montandon          | 17 octobre 1968   | Mexico            |
| 23 s 0  | Nicole Montandon          | 17 octobre 1968   | Mexico            |
| 23 s 0  | Nicole Montandon          | 18 octobre 1968   | Mexico            |
| 23 s 0  | Sylviane Telliez          | 14 juin 1972      | Berlin            |
| 22 s 74 | Chantal Réga              | 27 juin 1976      | Villeneuve-d'Ascq |
| 22 s 7  | Chantal Réga              | 27 juin 1976      | Villeneuve-d'Ascq |
| 22 s 72 | Chantal Réga              | 16 mai 1981       | Les Abymes        |
| 22 s 59 | Rose-Aimée Bacoul         | 24 juillet 1983   | Bordeaux          |
| 22 s 57 | Rose-Aimée Bacoul         | 8 août 1984       | Los Angeles       |
| 22 s 53 | Rose-Aimée Bacoul         | 9 août 1984       | Los Angeles       |
| 22 s 51 | Marie-Christine Cazier    | 5 juillet 1986    | Épinal            |
| 22 s 45 | Marie-Christine Cazier    | 28 août 1986      | Stuttgart         |
| 22 s 32 | Marie-Christine Cazier    | 29 août 1986      | Stuttgart         |
| 22 s 26 | Marie-José Pérec          | 15 juin 1991      | Dijon             |
| 22 s 20 | Marie-José Pérec          | 19 août 1992      | Zurich            |
| 21 s 99 | Marie-José Pérec          | 2 juillet 1993    | Villeneuve-d'Ascq |

## Sources
- DocAthlé2003, Fédération française d'athlétisme, p.39 et 46
- Chronologies des records de France seniors plein air sur cdm.athle.com